# Хаш-Гроднер, Якуб
Якуб Хаш-Гроднер (пол. Jakub Chasz-Grodner, настоящее имя Авром-Янкев Хаш; 20 июля 1902, Гродно — после 1962) — польский актёр театра на идише.
Младший брат двух братьев Хаш, актёров, затем руководителей собственной театральной труппы «Кадиш и Хаш». В детстве был певчим в синагоге, обучался в местной иешиве. В 1915 году дебютировал в труппе своих братьев в роли сироты в известной пьесе Моше Рихтера «Герцеле меюхес, или Роковая клятва».
В 1921 году отправился в Ковно и поступил в труппу Нахума Липовского как хорист и актёр эпизода. Вернувшись затем в труппу своих братьев, выступал сперва под псевдонимом Абрамов, а затем взял псевдоним Гроднер (по названию своего родного города). С 1928 года выступал на сцене еврейского театра в Кракове. Единственным из братьев пережив Холокост, в послевоенные годы играл в Еврейском театре в Варшаве, гастролировал с ним в Великобритании.

## Постановки Еврейского театра в Варшаве
- «Zielone pola» (1959)
- «Strach i nędza III Rzeszy» (1960)
- «Trzynaście beczek dukatów» (1960)
- «Samotny statek» (1961)
- «Bar-Kochba» (1962)